# Sword of Honour
Sword of Honour —Soldado de honor—   es una trilogía de novelas escrita por Evelyn Waugh. Consta de tres novelas, Men at Arms (1952),  Officers and Gentlemen (1955) y Unconditional Surrender (1961).
Publicadas en el The End of the Battle en los EE. UU., en sus argumentos Waugh describe experiencias de la Segunda Guerra Mundial.
Waugh recibió en el año 1952 el premio James Tait Black Memorial Prize por el trabajo Men at Arms. 
La trilogía está considerada por muchos críticos la serie de novelas por excelencia de la Segunda Guerra Mundial. 

## Dramatizaciones
Ha habido cuatro dramatizaciones de Sword of Honour  tanto para televisión como para radio:
- En el año 1967 se realizó una versión de televisión con un guion de Giles Cooper, protagonizado por Edward Woodward como James Villiers, junto con Ronald Fraser, Freddie Jones y Vivian Pickles.
- En 1974 se estrenó una versión radiofónica escrita por Barry Campbell, narrada por Hugh Dickson, Norman Rodway, Carleton Hobbs y Patrick Troughton

- En 2001 se realizó una versión fílmica para televisión que protagonizó el actor Daniel Craig interpretando a Guy Crouchback.[1]
- En 2013 se realizó otra versión radiofónica escrita por Jeremy Frente, con narraciones de Paul Ready como Guy Crouchback, y Tim Pigott-Smith como Ritchie-Hook.